# Malthonica oceanica
Espèce
Malthonica oceanica est une espèce d'araignées aranéomorphes de la famille des Agelenidae.

## Distribution
Cette espèce est endémique du Portugal.

## Description
Les mâles mesurent de 3,2 à 3,8 mm et les femelles de 4,17 à 4,64 mm.

## Publication originale
- Barrientos & Cardoso, 2007 : The genus Malthonica Simon, 1898 in the Iberian Peninsula (Araneae: Agelenidae). Zootaxa, no 1460,  p. 59-68.